# Bernardo Ottani
Bernardo Ottani (Bolonya, 8 de setembre de 1736 - Torí, 26 d'abril de 1827) fou un compositor italià, germà del tenor Gaetano Ottani (1736-1808).
Els seus primers estudis foren sota la direcció del Pare Martini, amb qui mantindria una profunda amistat. El 1758, amb 22 anys, es va convertir en el director del cor de l'església de San Giovanni in Monte de Bolony, i tres anys després de la de Santa Lucia. La seva primera composició, és a dir, la cantata Il trionfo della gloria, va ser escrita al voltant de 1760. Després, el 1765 va entrar com a membre de l'Acadèmia Filharmònica de Bolonya, on el 1774 va ser nomenat Príncep, és a dir, director de l'acadèmia.
El 1766 va estar constantment de viatge per la Itàlia septentrional: en primer lloc a Gènova, per representar una òpera (perduda) i després a Venècia per revisar algunes àries de l'òpera Il cavaliere per amore de Niccolò Piccinni. El 1769 es va traslladar a Dresden per representar a les seves dues obres Le virtuose ridicole i L'amore industrioso. Tornando in Italia sostò a Monaco per rappresentare l'opera Il maestro. De tornada a Itàlia es va aturar a Múnic per representar l'òpera Il maestro.
Quan Christoph Willibald Gluck el 1777 representa Alceste en el Teatre Comunale de Bolonya, Ottani va participar com a primer mestre al clavicèmbal. Entre 1777 i 1778 va posar en escena les seves obres a Torí, Roma, Nàpols, Florència i Venècia, el que va contribuir a augmentar la seva fama. El 1779 es va establir a Torí, on va assumir el càrrec de director del Teatro Regio, i on entre d'altres alumnes tingué a Felice Pellegrini, i una mica més tard el de mestre de capella de la catedral.
El 1798, amb l'ocupació de Napoleó, el Teatro Regio es va tancar i Ottani va haver de renunciar al seu lloc. Per la coronació de Napoleó com a emperador, va escriure algunes obres sagrades.

## Òperes
- L'amore senza malizia (dramma giocoso, llibret de Pietro Chiari, 1768, Venècia).
- Le virtuose ridicole (dramma giocoso, llibret de Carlo Goldoni, 1769, Dresden).
- L'amore industrioso (dramma giocoso, llibret de Gaetano Casori, 1769, Dresden).
- Il maestro (opera buffa, 1770, Múnic).
- La semplicità in amore (dramma giocoso, 1771, Udine).
- L'isola di Calipso (opera seria, 1776, Torí).
- Catone in Utica (opera seria, llibret de Pietro Metastasio, 1777, Nàpols).
- La sprezzante abbandonata ovvero La finta sprezzante (dramma giocoso, 1778, Roma).
- Le industrie amorose (dramma giocoso, llibret de Giovanni Bertati, 1778, Venècia).
- Le nozze della Bita (dramma giocoso, llibret de N. Tassi, 1778, Florència).
- Fatima (opera seria, 1779, Torí).
- La Didone (opera seria, llibret de Pietro Metastasio, 1779, Forlì).
- Arminio (opera seria, llibret de Nicola Coluzzi, 1781, Torí).
- Amaionne (opera seria, llibret de Sebastiano Gambino, 1784, Torí).
- La clemenza di Tito (opera seria, llibret de Pietro Metastasio, 1798, Torí).
- La donna semplice.[2]